# 9984 Грегбрайант
9984 Грегбрайант (9984 Gregbryant) — астероїд головного поясу, відкритий 18 квітня 1996 року.
Тіссеранів параметр щодо Юпітера — 3,469.